# Victoria Song
Song Qian (kinesiska: 宋茜), mer känd som Victoria Song eller bara Victoria, född 2 februari 1987 i Qingdao, är en kinesisk sångerska, skådespelare och fotomodell aktiv i både Kina och Sydkorea.
Hon har varit medlem i den sydkoreanska tjejgruppen f(x) sedan gruppen debuterade 2009.

## Diskografi

### Album
| Datum       | Albumtitel     | Topplacering          |
| Datum       | Albumtitel     | Sydkorea (Gaon Chart) |
| ----------- | -------------- | --------------------- |
| 4 maj 2010  | Nu ABO         | 2                     |
| 20 apr 2011 | Pinocchio      | 1                     |
| 10 jun 2012 | Electric Shock | 1                     |
| 29 jul 2013 | Pink Tape      | 1                     |
| 7 jul 2014  | Red Light      | 1                     |
| 27 okt 2015 | 4 Walls        | 1                     |

## Filmografi

### Film
| År   | Titel                       | Roll        |
| ---- | --------------------------- | ----------- |
| 2016 | My New Sassy Girl           | Sassy       |
| 2016 | My Best Friend's Wedding    | Meng Yixuan |
| 2017 | Wished                      | Shan Shan   |
| 2018 | Legend of the Ancient Sword | Wen Renyu   |

### TV-drama
| År   | Titel               | Kanal    | Roll                |
| ---- | ------------------- | -------- | ------------------- |
| 2012 | When Love Walked In | GTV      | Shen Yayin          |
| 2015 | Beautiful Secret    | Hunan TV | Jiang Meili/Rou Rou |
| 2016 | Ice Fantasy         | Hunan TV | Li Luo              |
| 2017 | A Life Time Love    | Anhui TV | Mu Qingmo           |